# جدال با مرگ
جدال با مرگ (انگلیسی: Fighting Death) فیلمی در ژانر صامت به کارگردانی هربرت بلاشه است که در سال ۱۹۱۴ منتشر شد. از بازیگران آن می‌توان به کلیر ویتنی اشاره کرد.